# Однога-Кузьми
Однога-Кузьми (пол. Odnoga-Kuźmy) — село в Польщі, у гміні Міхалово Білостоцького повіту Підляського воєводства.
Населення — 89 осіб (2011).
У 1975-1998 роках село належало до Білостоцького воєводства.

## Демографія
Демографічна структура станом на 31 березня 2011 року:
|          | Загалом | Допрацездатний вік | Працездатний вік | Постпрацездатний вік |
| -------- | ------- | ------------------ | ---------------- | -------------------- |
| Чоловіки | 49      | 1                  | 34               | 14                   |
| Жінки    | 40      | 5                  | 12               | 23                   |
| Разом    | 89      | 6                  | 46               | 37                   |